# Aguilafuente
Aguilafuente – gmina w Hiszpanii, w prowincji Segowia, w Kastylii i León, o powierzchni 60,57 km². W 2011 roku gmina liczyła 679 mieszkańców.